# Lavradio
O Lavradio é uma vila portuguesa que foi sede da extinta Freguesia do Lavradio do Município do Barreiro, freguesia que tinha 4,03 km² de área e 14 428 habitantes (2011), e, portanto, uma densidade populacional de 3 580,1 hab/km².
A Freguesia do Lavradio foi extinta em 2013, no âmbito de uma reforma administrativa nacional, tendo sido agregada à freguesia de Barreiro, para formar uma nova freguesia denominada União das Freguesias de Barreiro e Lavradio com sede no Barreiro.
A povoação do Lavradio foi elevada à categoria de vila em 1985.

## História
O Lavradio pertenceu à Ordem de Santiago e foi elevada a vila e sede de concelho em 1670, pelo Rei D. Pedro II, que a doou a D. Luís de Mendonça Furtado, vice-rei da Índia e 1.º conde de Lavradio, passando por morte deste, para a coroa.
O Lavradio era composto pelas freguesias da sede, Palhais e Telha e tinha, em 1801, 921 habitantes em 23 km². Depois da sua extinção, em 1836, fez parte do concelho de Alhos Vedros até à extinção deste em 1855.

### A Lenda
Reza a lenda, que antigamente, existia um boi chamado Dio e o seu dono sempre que o utilizava para lavrar a terra, gritava constantemente – Lavra Dio – e a partir dai surge o nome Lavradio.[carece de fontes?]
Mas, a verdade, é contudo contada em qualquer dicionário: significa terra arável, fértil, razão pela qual o seu brasão apresenta um arado.

## População
| População da freguesia do Lavradio | População da freguesia do Lavradio | População da freguesia do Lavradio | População da freguesia do Lavradio | População da freguesia do Lavradio | População da freguesia do Lavradio | População da freguesia do Lavradio | População da freguesia do Lavradio | População da freguesia do Lavradio | População da freguesia do Lavradio | População da freguesia do Lavradio | População da freguesia do Lavradio | População da freguesia do Lavradio | População da freguesia do Lavradio | População da freguesia do Lavradio |        |
| ---------------------------------- | ---------------------------------- | ---------------------------------- | ---------------------------------- | ---------------------------------- | ---------------------------------- | ---------------------------------- | ---------------------------------- | ---------------------------------- | ---------------------------------- | ---------------------------------- | ---------------------------------- | ---------------------------------- | ---------------------------------- | ---------------------------------- | ------ |
| 1758                               | 1864                               | 1878                               | 1890                               | 1900                               | 1911                               | 1920                               | 1930                               | 1940                               | 1950                               | 1960                               | 1970                               | 1981                               | 1991                               | 2001                               | 2011   |
| 440                                | 770                                | 684                                | 783                                | 908                                | 1 201                              | 1 183                              | 1 760                              | 2 544                              | 3 193                              | 6 966                              | 17 444                             | 18 252                             | 12 911                             | 13 051                             | 14 428 |

Com lugares desta freguesia foi criada pela Lei n.º 135/85,  de 4 de Outubro, a freguesia do Alto do Seixalinho
| Distribuição da População por Grupos Etários | Distribuição da População por Grupos Etários | Distribuição da População por Grupos Etários | Distribuição da População por Grupos Etários | Distribuição da População por Grupos Etários | Distribuição da População por Grupos Etários | Distribuição da População por Grupos Etários | Distribuição da População por Grupos Etários | Distribuição da População por Grupos Etários | Distribuição da População por Grupos Etários |
| -------------------------------------------- | -------------------------------------------- | -------------------------------------------- | -------------------------------------------- | -------------------------------------------- | -------------------------------------------- | -------------------------------------------- | -------------------------------------------- | -------------------------------------------- | -------------------------------------------- |
| Ano                                          | 0-14 Anos                                    | 15-24 Anos                                   | 25-64 Anos                                   | > 65 Anos                                    |                                              | 0-14 Anos                                    | 15-24 Anos                                   | 25-64 Anos                                   | > 65 Anos                                    |
| 2001                                         | 1 862                                        | 1 644                                        | 7 696                                        | 1 849                                        |                                              | 14,3%                                        | 12,6%                                        | 59,0%                                        | 14,2%                                        |
| 2011                                         | 2 362                                        | 1 337                                        | 7 997                                        | 2 732                                        |                                              | 16,4%                                        | 9,3%                                         | 55,4%                                        | 18,9%                                        |

Média do País no censo de 2001:  0/14 Anos-16,0%; 15/24 Anos-14,3%; 25/64 Anos-53,4%; 65 e mais Anos-16,4%
Média do País no censo de 2011:   0/14 Anos-14,9%; 15/24 Anos-10,9%; 25/64 Anos-55,2%; 65 e mais Anos-19,0%

## Personalidades ilustres
- Aires de Carvalho (1952 - 2003) - Deputado na Assembleia da República

## Actualidade

### Lavradio
O Lavradio tem vários locais de grande importância para a localidade nomeadamente:
- SFAL - Sociedade Filarmónica Agrícola Lavradiense
- Igreja - Na zona mais alta da localidade
- Hipermercado e Centro Comercial Pingo Doce
- Hipermercado Continente
- Hipermercado Lidl
- «Clinica dos Loios - 20 anos ao serviço da sua saúde». ;

- «Escola de Condução Os Loios». ;
- «Unidade de Saúde Familiar Lavradio». ;
- «Estação de Correios CTT de Lavradio». ;
- «Sporting Clube Lavradiense». ;
- «Mercado Municipal do Lavradio». ;
- «Farmácia Roldão». ;
- «Farmácia Parreira». ;
- «Piscina Municipal do Lavradio». ;
- Fábrica da UFA
- «FISIPE». ;
- Clube União Fabril Ex-CUF/Ex-Quimigal
- Escola Básica 2,3 Ciclo Álvaro Velho, website: Álvaro Velho
- 2 Escolas Primárias: Escola nº1 (situada na perto da Avenida J.J. Fernandes) e Escola nº2 (situada junto ao Mercado do Lavradio)
- Estação Ferroviária da CP do Lavradio- Linha do Sado(Ex- Linha Sul e Sueste)

### Fidalguinhos
A Quinta dos Fidalguinhos é uma nova urbanização do Lavradio, uma "nova vila" do século a crescer na freguesia. Com vários equipamentos:
- «Escola Primária e Jardins de Infância». ;
- «Escola Superior de Tecnologia do Barreiro». ;
- Farmácia;
- Delegação da Junta de Freguesia do Lavradio;
- Zonas Verdes, circuitos de manutenção, Mata e parque de merendas;
- Polidesportivo;
- Parques infantis;
- Centro Comercial;
- Escola De Condução - Fidalguinhos;
- Clube de BTT Associação Cicloturismo FidalByke

No futuro a Quinta dos Fidalguinhos aguarda os seguintes equipamentos;
- Posto da Polícia;
- Complexo Desportivo (Piscinas e Court de Ténis);
- Centro Socio-cultural;
- Centro de Dia;
- Igreja;
- Alargamento das zonas verdes;
- Próximo da nova urbanização uma nova estação ferroviária central do Barreiro (com ligação à nova ponte Barreiro-Chelas)